# 恩斯特倫湖
46°46′22″N 8°21′25″E / 46.77278°N 8.35694°E

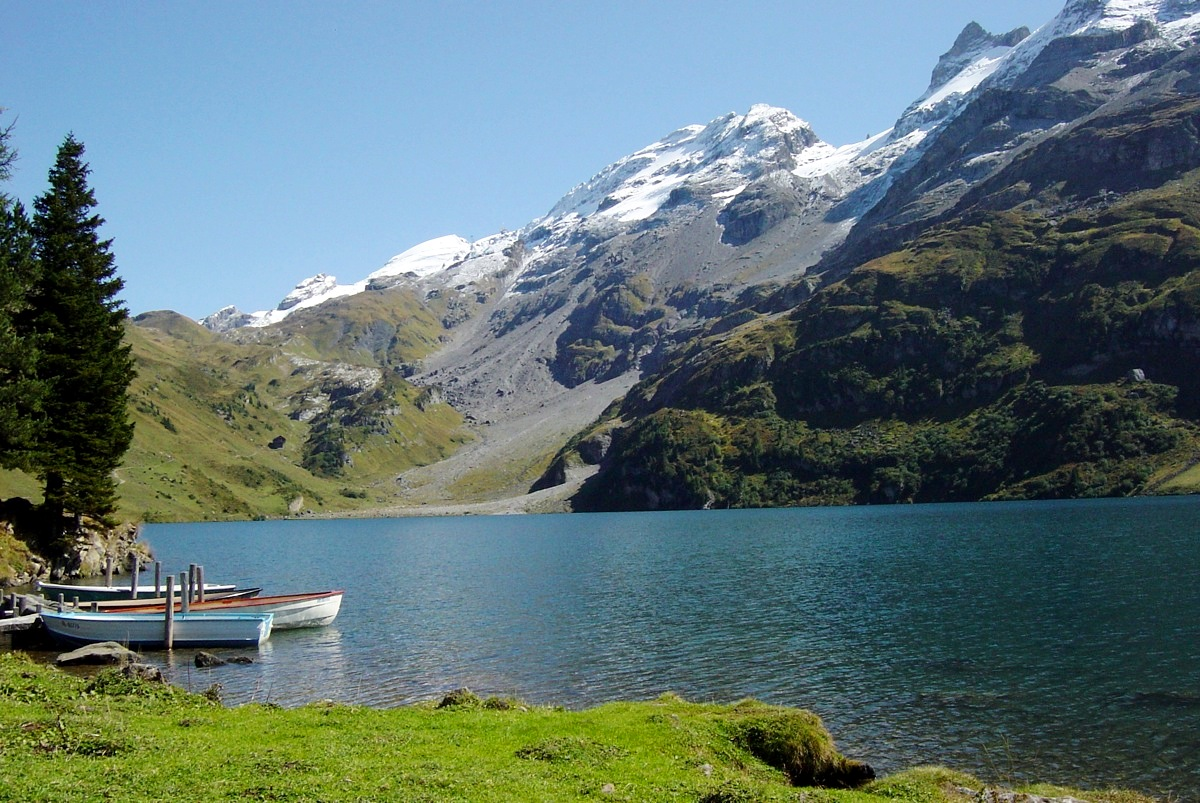

恩斯特倫湖（Engstlensee），是瑞士的湖泊，位於該國西部，由伯恩州負責管轄，處於因內特基爾興，面積0.4平方公里，海拔高度1,851米，最大水深49米，水體容量1,070萬立方米。